# Ghostbusters: The Video Game
Ghostbusters: The Video Game är ett datorspel som släpptes till Playstation 3, Playstation 2, Xbox 360, Wii, Nintendo DS, Playstation Portable och Windows under 2009. Spelet är utgivet av Atari. Versionerna till Playstation 3, Xbox 360 och Windows utvecklades av Terminal Reality, medan versionerna till Playstation 2, Wii och Playstation Portable utvecklades av Red Fly Studio och versionen till Nintendo DS utvecklades av Zen Studios. En ny utgåva utvecklad av Saber Interactive släpptes 2019 till Windows, Playstation 4, Xbox One och Nintendo Switch med titeln Ghostbusters: The Video Game Remastered.
Spelet är baserat på Ghostbusters-franchisen. Ghostbusters skapare Dan Aykroyd har bekräftat att spelet i princip är Ghostbusters 3.
Spelets handling är skriven av Dan Aykroyd och Harold Ramis, manusförfattarna som också skrev manus till originalfilmerna. Tillsammans med Bill Murray och Ernie Hudson gör de rösterna till sina rollfigurer i spelet. Andra rollfigurer som William Atherton (Walter Peck), Brian Doyle-Murray (som New Yorks nye borgmästare) och Annie Potts (Janine Melnitz) medverkar. Rick Moranis avböjde att pensionera som skådespelare i en del av spelet. Sigourney Weaver återkommer inte i sin roll som Dana Barret. Rollen har istället ersatts av Dr. Ilyssa Selwyn (gestaltad av Alyssa Milano), som spelets nya kärleksintresse.

## Handling
Handlingen utspelas omkring Thanksgiving 1991, två år efter händelserna i Ghostbusters 2. Spelaren porträtterar en nyligen anställd medlem med ansvar att testa Egon Spengler och Ray Stantz nya experimentella utrustning, under en ökning av paranormala händelser. De paranormal händelserna börjar inträffa då staden håller utställning om Gozer. Teamet har blivit inkallat för utredning. På vägen stöter Ghostbusters på flera varelser från filmerna, som till exempel spöket från biblioteket, Vigo, Slimer, Gozer och Stay Puft Marshmallow Man, och även många minibossar som spelaren stöter i varje bana.

### Röstskådespelare
- Bill Murray - Dr. Peter Venkman
- Dan Aykroyd - Dr. Raymond Stantz
- Harold Ramis - Dr. Egon Spengler
- Ernie Hudson - Winston Zeddemore
- Annie Potts - Janine Melnitz
- Max von Sydow - Vigo
- William Atherton - Walter Peck
- Alyssa Milano - Dr. Ilyssa Selwyn
- Terence J. Rotolo - Dr. Raymond Stantz
- Brian Doyle-Murray - Borgmästare Jock Mulligan
- Troy Baker - Slimer/olika röstroller
- Erin Gray - Spider Witch/olika röstroller
- Colleen Clinkenbeard - Possessor Ghost/olika röstroller
- André Sogliuzzo - Olika röstroller
- Fred Tatasciore - Olika röstroller
- Keith Ferguson - Olika röstroller

## Spelupplägg
Spelet är i tredjepersons perspektiv och spelaren styr en nyanställd spökjägare utan namn men kallas "Rookie" (även "Rock", "Newbie" eller liknande namn av Ghostbusters). Spelaren är utrustad med Proton Pack, spökfälla och PKE-mätare. Spelaren får följa med någon eller några av medlemmarna och kan använda sin Proton Pack och spökfälla för att fånga spöken. Dock finns det vissa spöken som bara kan fångas och vissa kan bara förintas med Proton Pack. Spelaren kan med PKE-mätare söka igenom rum efter spöken som visar hur nära de finns. Proton Pack har fyra funktioner, bland dem finns protonstråle och slem. När man skjutit en stund med Proton Pack måste den laddas om, för att man ska kunna fortsätta att använda den.

### Multiplayer
Versionerna till Xbox 360 och Playstation 3 har onlineläge i multiplayer. Spelaren samarbetar och samlar så mycket spöken som möjligt eller besegrar spöken. Versionen till Wii är den enda som kan spela upp till två spelare med delad skärm. Atari stängde ner servarna i Playstation 3-versionen för onlinelägena i december 2012 på grund av bristande intresse hos spelarna, men versionen till Xbox 360 fungerar fortfarande.

## Om spelet
Versionerna till Playstation 3, Xbox 360 och Windows innehåller realistisk grafik medan versioner till Playstation 2, Wii och Nintendo DS liknar tecknad film.

## Mottagande
Urval av tidningars recensioner:
- IGN: 8.0/10 (Xbox 360)[13], 8.0/10 (Playsation 3)[14]
- GameSpy: 4/5 (Xbox 360)[15], 4/5 (Playstation 3)[16]
- Gamespot: 7.5/10 (Xbox 360)[17], 7.5/10 (Playstation 3)[18]
- Super Play: 6/10 (Playstation 3)[19]